# Pyrsopsyche pyrrhias
Pyrsopsyche pyrrhias är en fjärilsart som beskrevs av Sergius G. Kiriakoff 1968. Pyrsopsyche pyrrhias ingår i släktet Pyrsopsyche och familjen tandspinnare. Inga underarter finns listade.